# Nahman de Bratslav
Vous pouvez aider à l'améliorer ou bien discuter des problèmes sur sa page de discussion.
- Il peut contenir un travail inédit ou des déclarations non vérifiées. Vous pouvez l’améliorer en ajoutant des références. (Marqué depuis décembre 2020)

Vous pouvez aider à l'améliorer ou bien discuter des problèmes sur sa page de discussion.
- Son ton est trop lyrique ou dithyrambique. Le texte doit adopter un ton neutre et encyclopédique (aide). (Marqué depuis décembre 2020)
- Il n’est pas rédigé dans un style encyclopédique. (Marqué depuis décembre 2020)
- Les sections « Anecdotes », « Autres détails », « Le saviez-vous ? », « Citations », « Autour de... », etc., peuvent être inopportunes dans les articles. Il convient, si ces faits présentent un intérêt encyclopédique et sont correctement sourcés, de les intégrer dans d’autres sections. (Marqué depuis décembre 2020)

Nahman de Breslev  (hébreu : רבי נחמן מברסלב Rabbi Nahman miBreslev ; yiddish רבי נחמן ברסלבר Rebbe Nohmen Breslover) est un rabbin des XVIIIe et XIXe siècles, né à Medjybij le 4 avril 1772 et mort à Ouman le 16 octobre 1810.
Il est le fondateur de la dynastie hassidique de Bratslav.
Né à une époque où l'influence de son arrière-grand-père, le Baal Shem Tov, s'estompe, Nahman donne un nouveau souffle au hassidisme en combinant les enseignements ésotériques du judaïsme avec une étude approfondie de la Torah.
Il attire des milliers de disciples de son vivant et jusqu'à l'époque contemporaine.

## Biographie

### Jeunesse
Nahman de Bratslav naît le 4 avril 1772, dans la maison familiale du Baal Shem Tov (Besht) à Medjybij. Sa mère, Feyga, est la petite-fille du Baal Shem Tov et son père, le rabbin Sim'ha, l'un de ses principaux disciples et l'intendant de sa maison.
Nommé d'après son grand-père paternel, Nahman Horodenker, il a deux frères, Yehiel Tzvi et Yisroel Mes, et une sœur, Perl.
Il grandit dans une atmosphère hassidique. Il raconte à ses disciples que, dès l'âge de 6 ans, il se rend régulièrement, la nuit, sur la tombe du Besht et paie son maître trois pièces, outre son salaire, pour chaque page supplémentaire de Talmud étudiée avec lui, afin de l'encourager à couvrir plus de matière.
À l'approche de sa vingtième année, il compte de nombreux disciples.

### Dernières années
À la suite d'un incendie qui détruit sa maison en 1810, Nahman est contraint de quitter Bratslav. Il est hébergé par un groupe de maskilim (Juifs adhérant à la Haskala, équivalent au mouvement des Lumières) d'Ouman, également en Ukraine.
Il meurt à 38 ans, emporté par la tuberculose au quatrième jour de Souccot, et est enterré dans le cimetière d'Ouman.

### Pèlerinage
La sépulture de Nahman devient rapidement un lieu de pèlerinage, institué par le rabbin Nathan pour commémorer les réunions (kibboutzim) autour du maître de son vivant à l'occasion des fêtes de Roch Hachana, Hanoucca et Chavouot.
Le pèlerinage a lieu une fois l'an, à Roch Hachana, d'où le nom de Kibboutz de Roch Hachana.
Il attire des milliers de Hassidim d'Ukraine, de Biélorussie, de Lituanie et de Pologne jusqu'en 1917. La Révolution bolchevique oblige les juifs orthodoxes à se faire discrets et seule une douzaine de Hassidim prennent le risque de se rendre au pèlerinage durant l'ère communiste. Depuis la chute du rideau de fer, un nombre croissant de juifs se presse chaque année à Ouman. En 2008, environ 25 000 personnes participent à ce pèlerinage.
En 2010, malgré l'opposition des hassidim de Bratslav, les rabbins du courant principal et le gouvernement ukrainien, le gouvernement israélien ordonne au ministère des Affaires religieuses d'examiner la possibilités de ramener les ossements de Nahman en Israël,.
Rabbi Nahman recommande de lire le Tikoun Haklali, de faire Hitbodedout, de se tremper au Mikve, de faire Tikoun Chatzot, de bien étudier notamment la Halacha pour mettre les lois en pratique, d'étudier en profondeur la Gemara, de se marier, d'aller le péleriner à Ouman pour Roch Hachana, pour Chanuka et Shavuot...

## Postérité

### Descendance
Nahman a eu huit enfants de Sashia dont quatre morts en bas âge.
Sa fille Miriam est montée en terre d'Israël en 1809, où elle est morte sans descendance.
Ses trois autres filles, Odele, Sarah et Haya, ont eu des enfants.

## Controverses
Nahman vit à une époque de controverses entre les Hassidim et leurs opposants, les Mitnagdim. Il y avait aussi des frictions entre Hassidim et les partisans de la Haskala.
En 1816, Joseph Perl dénonce dans un livre le hassidisme et critique de nombreux écrits de Nahman, décédé six ans plus tôt. La censure impériale d'Autriche va jusqu'à interdire la publication de son livre, de peur qu'il ne provoque des troubles parmi les sujets juifs de l'empire.
Nahman rencontre également une opposition au sein même du mouvement hassidique. Ses disciples et lui-même sont attaqués par nombre d'éminents chefs hassidiques, en particulier par le grand Aryeh Leib de Shipolé, dit le Sabba de Shipolé. Selon l'une des explications de la genèse de ce conflit, Nahman avait été invité par les gens de Zlatopol à désigner qui dirigerait les offices des Jours Redoutables. L'homme choisi pour diriger la Né'ila, l'office de clôture de Yom Kippour, ayant perdu ses moyens lors de la prière, Nahman aurait dit qu'il cherchait à se rendre précieux aux yeux de son épouse qui assistait  à l'office. Vexé, l'homme dénonce Nahman au Shpoler Zeyde.
Des personnalités hassidiques soutiennent le rabbin contre l'opposition du Sabba de Shipolé. Ainsi son oncle, l'influent rabbin Baroukh de Mezhibizh et les rabbins Levi Yitzhok de Berditchev, Zev Wolf de Charni-Ostrov, Avraham de Kalisk, le Hoze de Lublin (le Voyant de Lublin), qui approuve son livre, et le rabbin Shneur Zalman de Liadi. S'étant réunis à Berditchev, ils lancent la procédure d'excommunication rabbinique (cherem) contre le Sabba de Shipolé pour outrage à un Sage de la Torah. Mais, ayant entendu parler du projet, le rabbin Levi Yitzhok de Berditchev obtient qu'ils y renoncent.